# Svenska konsertbyrån
Svenska Konsertbyrån AB är en agentur för artister inom klassisk musik. Svenska Konsertbyrån var från början en del av Rikskonserter, men bröts 1985 loss för att drivas vidare av dess dåvarande VD Kerstin Hammarström. VD sedan 2006 är Maximilian Schattauer.